# Mairie de Poilly-sur-Serein
La mairie de Poilly-sur-Serein est une mairie située à Poilly-sur-Serein, en France.

## Localisation
La mairie est située dans le département français de l'Yonne, sur la commune de Poilly-sur-Serein.

## Historique
L'édifice est inscrit au titre des monuments historiques en 1968.